# Brazilská fotbalová reprezentace
Brazilská fotbalová reprezentace reprezentuje Brazílii na mezinárodních turnajích, jako je Mistrovství světa ve fotbale nebo Copa América. Je pětinásobným mistrem světa ve fotbale, devítinásobným vítězem Copa América a čtyřnásobným vítězem Konfederačního poháru FIFA.

## Mistrovství světa
| Rok    | Účast                                            | Soupisky |
| ------ | ------------------------------------------------ | -------- |
| 1930   | Nepostoupili ze skupiny                          | Soupiska |
| 1934   | Vyřazeni v 1. kole Španělskem                    | Soupiska |
| 1938   | Bronzová medaile                                 | Soupiska |
| 1950   | Stříbrná medaile                                 | Soupiska |
| 1954   | Vyřazeni ve čtvrtfinále Maďarskem                | Soupiska |
| 1958   | Zlatá medaile                                    | Soupiska |
| 1962   | Zlatá medaile                                    | Soupiska |
| 1966   | Nepostoupili ze skupiny                          | Soupiska |
| 1970   | Zlatá medaile                                    | Soupiska |
| 1974   | Prohra v zápase o bronz s Polskem                | Soupiska |
| 1978   | Bronzová medaile                                 | Soupiska |
| 1982   | Nepostoupili ze semifinálové skupiny             | Soupiska |
| 1986   | Vyřazeni ve čtvrtfinále Francií                  | Soupiska |
| 1990   | Vyřazeni v osmifinále Argentinou                 | Soupiska |
| 1994   | Zlatá medaile                                    | Soupiska |
| 1998   | Stříbrná medaile                                 | Soupiska |
| 2002   | Zlatá medaile                                    | Soupiska |
| 2006   | Vyřazeni ve čtvrtfinále Francií                  | Soupiska |
| 2010   | Vyřazeni ve čtvrtfinále Nizozemskem              | Soupiska |
| 2014   | Prohra v zápase o bronz s Nizozemskem            | Soupiska |
| 2018   | Vyřazeni ve čtvrtfinále Belgií                   | Soupiska |
| 2022   | Vyřazeni ve čtvrtfinále Chorvatskem              | Soupiska |
| 2026   | Kvalifikováni                                    | Soupiska |
| Celkem | Účast – 22× Zlato – 5×, Stříbro – 2×, Bronz – 2× |          |

## Získané trofeje
- Mistrovství světa (5×)

1958, 1962, 1970, 1994, 2002
- Olympijské hry (2×)

2016, 2020
- Copa América (9×)

1919, 1922, 1949, 1989, 1997, 1999, 2004, 2007, 2019
- Konfederační pohár FIFA (4×)

1997, 2005, 2009, 2013

## Významní hráči
| - Amarildo - Bebeto - Bellini - Careca - Carlos Alberto - Cafu - Canhoteiro - Clodoaldo - Didi - Dunga - Éder Aleixo de Assis - Falcão - Arthur Friedenreich - Garrincha - Gérson - Gilmar - Jairzinho - Júnior - Émerson Leão - Kaká - Leônidas da Silva - Marcos |  | - Pelé - Rivaldo - Rivelino - Roberto Carlos - Roberto Dinamite - Romário - Ronaldo - Ronaldinho - Djalma Santos - Neymar - Nílton Santos - Serginho Chulapa - Sócrates - Cláudio Taffarel - Toninho Cerezo - Tostão - Vavá - Mário Zagallo - Zico - Zito - Zizinho |